# Commodore (Canada)
Pour les articles homonymes, voir Commodore.
Commodore est un grade d'officier général de la marine militaire canadienne. 

## Description

Insignes de commodore
Commodore

Dans la Marine royale canadienne des Forces canadiennes, le grade de commodore (Cmdre) est le premier grade des officiers amiraux. Il correspond à celui de brigadier-général dans l'Armée canadienne et l'Aviation royale du Canada.
| Précédé par Capitaine de vaisseau | Commodore | Suivi par Contre-amiral |

### Insigne de grade et tenue de mess
Sur la tunique de service, le commodore porte un gros galon sur les bras, avec l'insigne du grade de commodore sur ces épaules, comme suit : une feuille d'érable surmontée par une épée et bâton crossé, surmontés par la couronne de Saint-Édouard.
Dans la Marine royale canadienne, les officiers portent l'uniforme de mess, avec les anciens grades suivant les normes de la Royal Navy britannique.